# Evgueni Preobrajenski
Pour les articles homonymes, voir Preobrajenski.
Evgueni Alekseïevitch Preobrajenski (en russe : Евгений Алексеевич Преображенский), né le 3 février 1886 (15 février dans le calendrier grégorien) à Bolkhov, mort exécuté le 13 juillet 1937 à Moscou, est un vieux bolchévique, économiste, membre du Parti bolchévique, puis du Parti communiste d’Union soviétique.

## Biographie

### Premiers pas militants
Né en 1886 à Bolkhov, petit village situé dans la province d’Orel, dans le sud-ouest de la Russie, au sein d’une famille très pieuse et rigoriste — son père est prêtre orthodoxe — Preobrajenski rompt rapidement avec ses proches pour fréquenter les milieux marxistes. À 17 ans, il joue déjà un rôle dans les instances du POSDR, alors en pleine fondation, pour soutenir en 1905 les événements révolutionnaires qui secouent l’empire. Il participe en juillet 1907, en Finlande, à la conférence du parti pan-russe.
Arrêté cette même année, après avoir mené des actions de propagande à Irkoutsk et dans l’Oural, région où il réalise la majorité de son parcours au sein du Parti, il est jugé par la justice tsariste. Lors de son procès, il rejette le système de défense de son avocat, l’avocat Alexandre Kerensky, futur chef du gouvernement provisoire en 1917, jugé trop conciliant à ses goûts. Lourdement condamné, Preobrajenski est envoyé au bagne d'où il s'évade rapidement.

### Un économiste engagé et actif
En 1917, en pleine révolution, avec Nikolaï Boukharine, il soutient Lénine contre la politique conciliatrice de Kamenev tout en s'opposant déjà à l'idée défendue par Staline qui constitue une prémisse du socialisme dans un seul pays. Le duo, jeunes militants d’avenir aussi audacieux que rompus aux joutes théoriques, se voit chargé par le comité central de rédiger un commentaire du programme du VIIIe Congrès (1918). Ce sera le fameux ABC du communisme qui expose avec un véritable sens de la pédagogie — et peut être un peu de simplification — les doctrines marxistes tout en tirant, à l’usage des militants alors de plus en plus nombreux en Russie, les leçons de la prise du pouvoir par les Bolchéviques. L'apport de Preobrajenski dans cet ouvrage a été supplanté par la réputation de Boukharine — qui est parfois cité comme seul auteur du livre — sachant de plus que la position trotskiste du premier a sans doute contribué à amoindrir sa postérité, surtout en URSS, jusqu'à aujourd'hui.
En 1920, Preobrajenski, secrétaire au comité central et membre du Politburo, est surtout classé très à gauche et partisan de la militarisation des syndicats. Il s'allie à Boukharine et Trotski contre Lénine. Battu sur cette question, il n'est pas réélu au comité central. Il se consacre alors aux questions économiques qui émergent avec la mise en œuvre de la NPE (ou NEP). Il publie de nombreux ouvrages où il s'oppose à un retour au « communisme de guerre » en définissant sa célèbre théorie d'« accumulation primitive socialiste » dans plusieurs ouvrages Papier-monnaie à l'époque de la dictature du Prolétariat (1920), De la NEP au socialisme (1922), La Nouvelle Économie politique (1925).
Preobrajenski, bien que parfait autodidacte compte tenu de la faiblesse de son bagage académique — quelques mois d’étude du Droit à Moscou avant d’être happé par l’activisme bolchévique — a été capable de construire tout un corpus théorique de très haute tenue qui influence le développement économique de l’URSS. À cette époque, en effet, Preobrajenski, comme beaucoup de spécialistes, lie le sort du socialisme à l’industrialisation du pays. Il faut certes donner au régime la base ouvrière qui lui fait défaut, mais cet objectif peut être réalisé si des ressources sont mobilisables pour financer un secteur industriel exsangue au sortir de la guerre civile. La nécessaire plus-value ne peut, de fait, dans ce pays exclusivement rural, provenir que de l’agriculture. Il faut donc soumettre celle-ci à une ponction massive, ce transfert alimentant le développement d'un secteur industriel, évidemment étatisé selon les principes communistes.
Preobrajenski appelle ce mouvement une « accumulation socialiste primitive », par analogie aux théories marxistes qu’il connaît bien. Pour autant, en dépit de ce que ce projet de transformation peut laisser penser, il n’envisage pas cette évolution dans la rapidité et la brutalité. Il exclut au contraire toute précipitation et surtout toute coercition envers les paysans, prévoyant d’abord des mesures administratives et fiscales. L’outil, très moderne, qu’il espère utiliser est la maîtrise des prix. La connaissance très fine, statistique, en valeur, des entrées et sorties des produits des secteurs économiques du pays structurant la planification stratégique. Beaucoup plus violente, l’industrialisation lancée en 1928-29 par Staline reprend ces logiques mais en les poussant dans les limites extrêmes du cataclysme.

### Un opposant au pouvoir stalinien
En 1923, Preobrajenski, avec Trotski, s'oppose à l'autorité de Staline et à la dérive bureaucratique du Parti, non sans risquer l’accusation de fractionnisme. Il est, en 1927, un des dirigeants de l'Opposition de Gauche avec Trotski, Sérébriakov, Radek, Rakovsky, Belodorov, Sosnovski. Lâché peu après par Boukharine, il est exclu du Parti lors du XVe Congrès (en) de 1928, au moment où Staline engage une industrialisation que Preobrajenski avait lui-même, d’une certaine manière, préconisée. Dès lors, adoptant un profil bas, ce dernier demande sa réintégration dans le Parti en 1929. Avec Zinoviev, Radek, Ivar Smilga, Preobrajenski proclame sa rupture idéologique et organisationnelle avec le trotskisme. Trotsky, cinglant, souligne le manque de courage de ses anciens alliés qui les pousse « à capituler ignominieusement ».

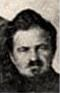
Preobrajenski, détail de la photo de groupe de l'Opposition de Gauche.

En janvier 1930, réintégré dans le Parti, Preobrajenski travaille au Comité du Plan de Nijni Novgorod. Deux ans plus tard, il est même nommé — peut être avec le soutien de Staline — membre du bureau du commissariat du peuple à l’industrie légère tout en intervenant dans celui des fermes d’État qui apparaissent avec la collectivisation des campagnes. À cette époque, en dépit de son apparente soumission de 1929, Preobrajenski se rapproche secrètement d’anciens trotskistes au sein d’un groupe oppositionnel dans lequel Ivan Smirnov semble être le plus actif. Cette activité clandestine prudente mais déterminée, vise à rassembler des informations, chercher des contacts, y compris en janvier 1932 avec des ex-staliniens écartés. Cette tentative dure peu. Quelques mois plus tard, en janvier 1933, il est exclu une nouvelle fois, arrêté par la Guépéou et condamné à trois ans d’exil.
Sous la pression de la police politique, Preobrajenski fait son autocritique en 1934. Il récuse publiquement les thèses de l'opposition qu'il défendait auparavant. Au procès de Zinoviev en 1936, il apparaît comme témoin à charge mais un an plus tard, il est à son tour cité comme « partisan trotskiste » par Radek et Piatakov lors de leur jugement. Preobrajenski avait été arrêté peu avant, en décembre 1936, mais il ne comparait pas devant ses juges. Signe d’une fermeté d’âme assez logique quand on considère son parcours militant, il se serait, selon certaines sources, refusé de se soumettre à l'autocritique. Le risque d’une dénonciation des erreurs du régime dans un procès ouvert aux médias n’a pas été couru par le NKVD. Si on connaît aujourd’hui la date de son exécution, en juillet 1937, on ignore les conditions exactes de sa mort, disparition qui a été accompagnée de sévères représailles envers sa famille.

## Sources
- Encyclopédia Universalis, édition de 1977. Notices biographiques.